# Pelican (Alaska)
Pelican ist ein Fischerdorf an der Nordwestküste von Chichagof Island am Lisianski Inlet im US-Bundesstaat Alaska. 

## Geschichte
Kalle "Charley" Raataikainen kaufte in dieser Gegend Fisch, den er nach Sitka brachte. Er wählte diesen Ort in der geschützten Bucht als idealen Lagerplatz und benannte ihn nach seinem Boot, der Pelican.